# Vsevolod III av Kiev
Vsevolod III av Kiev, född okänt år, död 1212, var en monark (storfurste) av Kiev mellan 1173 och 1173. 